# MAC Cosmetics
Make-up Art Cosmetics, mais conhecido como M·A·C ou MAC Cosmetics, é uma fabricante de cosméticos fundada em Toronto, Canadá, com sede na cidade de Nova Iorque.
A Make-Up Art Cosmetics nasceu em Toronto, Canadá. O artista maquiador e fotógrafo Frank Toskan e o proprietário de um salão de beleza Frank Angelo estavam frustrados com a inexistência de uma maquiagem que fotografasse bem e por isso decidiram criar os seus próprios produtos.
A M·A·C integra a Estée Lauder Companies desde 1994 e os produtos da marca são vendidos em mais de 90 países no mundo inteiro. A empresa já fez colaborações com grandes nomes da música, moda e artes, como Rihanna, Lorde, Proenza Schouler, The Rocky Horror Picture Show e Brooke Shields. A marca, que está no Brasil desde 2002, concentra seus produtos principalmente no site e lojas próprios e nas lojas Sephora no país.